# Ryō Mitsuya
Ryō Mitsuya (三津谷 亮 Mitsuya Ryō?,  Hirosaki, Prefectura de Aomori, 11 de febrero de 1988) es un actor y tarento japonés, aperteneció a Watanabe Entertainment hasta finales de septiembre de 2023. Exmiembro de los unidades actorales D2 y D-BOYS.

## Biografía
Mitsuya nació el 11 de febrero de 1988 en la ciudad de Hirosaki, prefectura de Aomori. En 2008, ganó el premio especial del jurado en la quinta audición de D-Boys y fue reclutado por Watanabe Entertainment. Se convirtió en miembro de la subunidad "D2" en julio de 2009, estando activo en eventos del grupo y apariciones en el programa de radio D-station. En octubre de 2013, Mitsuya se convirtió en miembro de D-Boys. Como actor, es conocido por sus roles en películas y series de televisión como Gakkou Ura-Site (2009),Takumi-kun Series 4: Pure (2010), Hidamari ga Kikoeru (2017), Sannin no Papa (2017) y más recientemente Patalliro! (2019).
El 8 de septiembre de 2023 se anunció en el sitio web oficial de su agencia Watanabe Entertainment que su contrato terminaría el día 30 del mismo mes y se retiraría de las actividades de entretenimiento. "Ha estado sufriendo problemas físicos y mentales durante algún tiempo y, aunque ha hecho esfuerzos para recuperarse, se le ha vuelto difícil continuar con sus actividades y ha llegado a la conclusión de retirarse". 

## Filmografía

### Películas
| Año  | Título                         | Papel             | Notas |
| ---- | ------------------------------ | ----------------- | ----- |
| 2009 | Gakkou Ura-Site                | Shin'ichi Sanada  |       |
| 2010 | Takumi-kun Series 4: Pure      | Izumi Takabayashi |       |
| 2011 | Pole Dancing Boy☆Zu            | Mitchie           |       |
| 2011 | Ninja Kids!!!                  | Shōsei            |       |
| 2017 | Hidamari ga Kikoeru            | Tomoki Yokoyama   |       |
| 2019 | The Peers                      | Yasutoshi Okubo   |       |
| 2019 | Patalliro!                     | Tamanegi n.º 19   |       |
| 2019 | Doubt: Usotsuki Otoko wa Dare? | Kashi Tōya        |       |

### Televisión
| Año  | Título         | Papel             | Notas |
| ---- | -------------- | ----------------- | ----- |
| 2016 | Sanada Maru    | Toyotomi Hideyasu |       |
| 2017 | Sannin no Papa | Hajime Okayama    |       |
| 2017 | Mito Kōmon     | Narita            |       |